# ギャルリ・ミレー
HOKUGINギャルリ・ミレー（ホクギン ギャルリ・ミレー、HOKUGIN GALERIE MILLET）は、富山県富山市中央通り二丁目にあるジャン＝フランソワ・ミレー（JFミレー）とバルビゾン派の絵画作品を中心とする美術館である。
通称はギャルリ・ミレー、施設案内ではこの名称が使用される。

## 概要
富山市中心市街地の賑わいを創生しようと、北陸銀行が所有するジャン＝フランソワ・ミレーとバルビゾン派の絵画作品を展示するため設立し、2012年（平成24年）9月1日に中央通りさんぽ〜ろ商店街の中ほどに開館した。
美術館の空間は北陸銀行が提供し、運営は富山県・富山市・富山大学・中央通商店街振興組合などで構成された任意団体である、ギャルリ・ミレー運営委員会が行っている。
ミレーの作品は大作「羊の毛を刈る女」を含め14点、そのほかバルビゾン派の、ジャン＝バティスト・カミーユ・コロー、シャルル＝フランソワ・ドービニー、ジュール・デュプレ、写実主義の画家ギュスターヴ・クールベなどの作品を39点、計53点を所蔵しており、20〜30点を常設展示し年2回ほど入れ替えられる。作品は海外に貸出されることもあり、2019年にはセントルイス美術館（アメリカ合衆国）とゴッホ美術館（オランダ）に貸出された。なお、中央通り側に面するウィンドーに展示されている作品は複製画（レプリカ）であり、複製画の製作にはセーレンの技術が採用されている。
また、企画展示コーナーでは各種企画展を開催している。

## 主な所蔵作品

### ジャン＝フランソワ・ミレー
- 「羊の番人」 1840年 － 1845年頃
- 「母と子」 1843年 － 1845年頃
- 「森の中の恋人たち」1843年 － 1847年頃
- 「丘の上の羊飼い、夕方の効果」 1847年 － 1850年頃
- 「羊の毛を刈る女」[1][4] 1860年頃
- 「兎のいるアプルモン渓谷の日の出」 1860年 － 1862年頃
- 「洗濯する女たち」[4]
- 「牛に水を飲ませる農婦」[1]
- 「夕暮れの村の道」
- 「釣り人と青い服の少女」
- 「オイディプスとアンティゴネ」
- 「鵞鳥番の少女」

### ジャン＝バティスト・カミーユ・コロー
- 「森の中の水飲み場」 1872年頃
- 「田園の夕暮れ」

### シャルル＝フランソワ・ドービニー
- 「ブゾンの小島」 1851年
- 「セーヌの川辺」
- 「モレ=シュル=ロワンへの道」

### ジュール・デュプレ
- 「風車のある風景」 1850年代前半
- 「池で水を飲む牛」 1870年代初め
- 「昼下がりの牧場」
- 「たそがれ」

### ギュスターヴ・クールベ
- 「水の中の二人」
- 「岩山の風景、ジュラ」
- 「柳」
- 「メジエール近郊」
- 「海岸風景」
- 「山間の滝」

### その他の作品
- シャルル=エミール・ジャック 「夕暮れの積みわらのそばの羊飼い」
- レオン=ヴィクトール・デュプレ 「水浴する牛」 1855年
- ウィリアム=アドルフ・ブーグロー 「秋の情景」 1855年

など

## 展示室・施設
- 常設展示室[1]
- 企画展示コーナー
- エントランス、ロビー、受付、事務室など

## 交通アクセス
公共交通機関
- 富山地方鉄道富山軌道線
  - 中町（西町北）停留場下車、徒歩5分。
- まいどはや（コミュニティバス）
  - 西町バス停または中央通りバス停下車。

自動車
- 北陸自動車道富山ICより15分。ただし、美術館専用の駐車場は設置していない。